# 秋の坊
秋の坊（あきのぼう、生年不詳 - 享保3年1月4日（1718年2月3日））は、江戸時代の松尾芭蕉の門人である俳人。

## 人物
別号は寂玄。加賀国出身で、加賀藩士であったが、志を得ず隠退して出家し、日蓮宗蓮昌寺境内に秋日庵を結んで住んでいた。元禄2年（1689年）、おくのほそ道の旅で芭蕉が金沢に立ち寄った際に入門した。
極めて貧しく、友人に乞うて食していた。ある時、炭が無くて困った時、「寒ければ山より下を飛ぶ雁に物打になふ人ぞ恋しき」と、「炭」の字を隠した歌を贈って炭を乞うた。またある時、友人に早生米を求めて、その来る日に早生米の粥を食させるとして客を招いたが、米が来ず、主人客ともに困ったという話など奇行が多かった。
享保3年（1718年）正月4日、辞世に「正月四日よろづ此の世を去るによし」と言い、瞑目したという。蓮昌寺の過去帳によればこの死亡年月日に誤りはないという。墓は蓮昌寺境内にある。ただし、この句は、百花『布ゆかた』という俳書（正徳2年9月）には、岩田涼菟による諷竹追善句として載るものである。

## 代表句
- 凍てつけば凍てつきながら笹の風
- 夕ぐれや浮世の空の凧
- 灯火の口のわれたるさむさ哉
- 鳥の巣に三月盡のあらし哉
- 松の葉をすゝりまぜけり心太[5]